# Dutch Open 1981
Il Dutch Open 1981 è stato un torneo di tennis giocato sulla terra rossa. È stata la 24ª edizione del torneo, che fa parte del Volvo Grand Prix 1981. Il torneo si è giocato a Hilversum nei Paesi Bassi dal 20 al 26 luglio 1981.

## Campioni

### Singolare maschile
Balázs Taróczy ha battuto in finale  Heinz Günthardt con il punteggio di 6–3, 6–7, 6–4

### Doppio maschile
Heinz Günthardt / Balázs Taróczy  hanno battuto in finale  Raymond Moore /  Andrew Pattison con il punteggio di 6–0, 6–2